# پرکوه
پَرکوه، روستایی است از توابع دهستان فریم بخش دودانگه شهرستان ساری در استان مازندران ایران.
حمام تاریخی پرکوه نیز در این روستا واقع شده است.

## تاریخچه
پرکوه روستا به بیش از ۲/۵۰۰ سال پیش بر می‌گردد
که با شرایط تغیراتی داشته اما اهالی کنونی پرکوه که تقریباً از ۵۰۰ سال پیش از شهر لار شیراز و دامغان و احمدآباد گرد هم آمده‌اند، امروزه پرکوه بزرگ‌ترین روستا استان مازندران می‌باشد
پرکوه با ۴۰ خاندان محترم تقریباً ۱۰/۰۰۰جمعیت بومی و غیر بومی دارد
1. خاندان شاکری
2. خاندان بهزاد فر
3. خاندان عالیشاه
4. خاندان ولیپور
5. خاندان محمودی
6. خاندان روحی
7. خاندان روستایی
8. خاندان ولی نژاد
9. خاندان عالی نژاد
10. خاندان هادی نژاد
11. خاندان محمدنژاد
12. خاندان رجبی
13. خاندان ذاکری
14. خاندان طاهری
15. خاندان رمضانی
16. خاندان غفوریان
17. خاندان صادقی
18. خاندان زارع
19. خاندان عنایتی
20. خاندان اسماعیلی
21. خاندان ایسفیلار
22. خاندان ایمانی
23. خاندان حمیدی
24. خاندان محمدی
25. خاندان رفیعی
26. خاندان اسلامی
27. خاندان نصیری
28. خاندان علیزاده
29. خاندان مسلمی
30. خاندان مظفری
31. خاندان بابایی
32. خاندان اکبری
33. خاندان ولیزاده
34. خاندان نعمت‌زاده
35. خاندان جولاپور
36. خاندان سبحانی
37. خاندان حسین‌زاده
38. خاندان سعیدی
39. خاندان دهقان
40. خاندان بالویی[نیازمند منبع]

## مردم و زبان
پرکوه از لحاظ جمعیت و موقعیت جغرافیایی بزرگ‌ترین روستا استان شمال کشور (گیلان_گلستان_مازندران)
گویشوران منطقهٔ فریم به زبان طبری و با لهجهٔ پریمی سخن می‌گویند، البته در لهجه روستاها به فراخور پراکندگی و به میزان دوری از هم نیز رنگارنگی و تفاوت‌های آوایی و کلامی دیده می‌شود اما این گوناگونی سبب نابسامانی و اختلال در پیام‌رسانی و ارتباط زبانی نمی‌گردد.
پرکوه با غیرت بالا در حفظ عدم فروش زمین ویلا سازی کوشا هستند

## حمام پرکوه
حمام پرکوه بنایی تاریخی است که در این روستا واقع شده است.